# Hymenopenaeus equalis
Hymenopenaeus equalis är en kräftdjursart som först beskrevs av Charles Spence Bate 1888.  Hymenopenaeus equalis ingår i släktet Hymenopenaeus och familjen Solenoceridae. Inga underarter finns listade i Catalogue of Life.